# 나콘랏차시마 총기 난사 사건
나콘랏차시마 총기 난사 사건은 2020년 2월 8일과 9일 태국 나콘랏차시마주 나콘랏차시마에서 발생한 총기 난사 사건이며 태국 육군 부사관인 짜끄라판 톰마가 용의자로, 29명을 사망하게 하고, 58명에게 부상을 입혔다.
용의자는 수라탐피탁 기지(태국어: ค่ายสุรธรรมพิทักษ์)에서 지휘관 등 3명을 사살하며 시작되었다. 용의자는 무기류와 험비를 훔쳐서 터미널 21 코랏 쇼핑몰로 가서 총기를 난사 하였다. 쇼핑몰로 가는 길과 불교 사원인 왓파사타루암에서도 난사를 하였다. 공격 중에 용의자는 자신의 페이스북 계정에서 게시물을 올렸으며, 실시간 스트리밍을 하였다. 이 사건은 태국 역사상 가장 많은 사상자를 낸 대량 총기 난사 사건이 되었다.